# Provincia Riad

Localizarea provinciei în Arabia Saudită

Riyadh (arabă: منطقة الرياض‎‎ Manțiqat ar Riyāḍ) este una dintre provinciile Arabiei Saudite, localizată în centrul țării, și are capitala la Riyadh (care este și capitala țării).